# ふしぎな流れ星
『ふしぎな流れ星』（ふしぎなながれぼし、フランス語: L'Étoile mystérieuse）は、ベルギーの漫画家エルジェによる漫画（バンド・デシネ）、タンタンの冒険シリーズの10作目である。ベルギーの主要なフランス語新聞『ル・ソワール』 （Le Soir）にて1940年10月から1941年10月まで毎日連載されていた。ベルギー人の少年タンタンが愛犬スノーウィや友人ハドック船長と共に北極海に落ちた未知の金属を含む隕石を手に入れるため、敵対者の不当な妨害を躱しながら現地に向かう科学探検物語である。
1940年5月に起きたナチス・ドイツによるベルギー占領に伴い、タンタンの連載は占領軍に協力する日刊紙『ル・ソワール』紙へ移行することを余儀なくされた。本作は移行後の第2作目であり、前作『金のはさみのカニ』の途中より始まった日刊連載が最初から行われた。完結後はこれまでと同様にカステルマン社より書籍版が出版された。本作は62ページのフルカラー形式で最初に出版された作品であり、以降、このスタイルが踏襲され、過去のモノクロ版も順次カラーリメイクされていった。批評家の間では様々な論評がなされたが、特に悪役の反ユダヤ主義的描写は論争になった。
1957年のアニメ化において映像化されたエピソードの1つであり、また1991年にはカナダのアニメーション製作会社のネルバナとフランスのEllipseによるテレビアニメシリーズの中で、本作が映像化されている。
日本語版は、1968年に主婦の友社から阪田寛夫訳で『ふしぎな大隕石』というタイトルで出版されたものが初訳である。日本語版として広く流通している福音館書店版（川口恵子訳）は、1983年に出版された。刊行順序が異なる日本語版においては、本作がシリーズの第2作目であった。

## あらすじ
夜空に不思議な光が見えることに疑問を持ったタンタンはブリュッセルの天文台に問い合わせる。所長のイッポリート・カリス教授は、光の正体は巨大な流星であり、間もなく地球に衝突し、人類は滅亡すると予告する。タンタンは同じく地球滅亡を予言する気の触れた予言者フィリッポラスに付き纏われながら、地球の最後について悩むが、直前で流星は地球から逸れ、その破片が隕石となって北極海へと落ちる。カリスは、隕石には未知の金属が含まれているとし、ヨーロッパの科学者を募って現地に向かうことを決め、タンタンも同行することが決まる。友人・ハドック船長が指揮を執るオーロラ号は、彼らを乗せて北極海に向けて出港する。一方、同じく隕石を狙う極地探検船ピアリー号も出港したとの情報が届く。国際法上、先に隕石に到着した者がその権利を独占できるため、ピアリー号に出資する銀行家ボールウィンクルは、卑劣な手段を使ってオーロラ号を妨害してでも、隕石を手に入れることを企む。
出発時点から船にダイナマイトが仕込まれるなど、オーロラ号は様々な妨害に遭う。ボールウィンクルが所有する別の船がアクシデントに見せかけて衝突しようとしてきたり、アイスランドでは、彼の息がかかったゴールデン・オイル社がオーロラ号への給油を拒否するといった事態にも、ハドック船長の手腕やタンタンの機転でこれらを跳ね除け、ピアリー号を猛追する。ここでタイミングよく不明瞭な救難信号が届く。タンタンらはそれが罠である可能性、また助けに向かった場合はもはや勝てないと知りつつ、あえて発信元へと向かう。その後、旅を再開するが、ピアリー号が隕石の島を発見するも、未だ上陸していないという情報が届く。これをチャンスと見たタンタンは、水上飛行機で急行し、もう間もなく小型ボートで上陸するというピアリー号の船員たちを追い抜き、パラシュートで着陸すると、旗を立てる。
オーロラ号の到着を待つため、タンタンはスノーウィと隕石の島で野宿をする。翌日、タンタンは巨大なキノコや、急成長したリンゴの木を見つける。これらは前日にタンタンが捨てた弁当のゴミが成長したものであった。さらには虫も大きく成長し、タンタンに襲いかかる。こうした不可思議な現象が未知の金属によるものと推測するタンタンであったが、ここで島が地震を起こし、沈みつつあることに気づく。完全に海中に没する直前に追加の水上飛行機が到着してタンタンは助かり、隕石のかけらを持ち帰る。
エピローグにおいて、ラジオニュースで、オーロラ号の偉業が報じられる中で、同船に対する違法な妨害行為の数々について警察の捜査が始まったことが伝えられ、これを聞いたボールウィンクルが焦り、彼が間もなく逮捕されることが示唆されて物語は終わる。

## 歴史

### 執筆背景
作者のエルジェ（本名：ジョルジュ・レミ）は、1929年、故郷ブリュッセルにあったローマ・カトリック系の保守紙『20世紀新聞』の子供向け付録誌『20世紀子ども新聞』にて、彼の代表作となる、架空のベルギー人の少年記者・タンタンの活躍を描く『タンタンの冒険』の連載を開始した。シリーズは人気を博し、連載が続いていたが、1940年5月、ナチス・ドイツによるベルギー占領によって同誌が廃刊となってしまった。
その後、エルジェはベルギー最大のフランス語の日刊紙で、占領政府に協力することで廃刊を免れた『ル・ソワール』（Le Soir）に雇われ、同紙が創刊した週刊の子供向け付録誌『ル・ソワール・ジュネス』（Le Soir Jeunesse）の編集長となった。同誌では再びタンタンの連載を開始し、1940年10月、第9作目となる『金のはさみのカニ』が始まったが、戦時統制下での紙不足を理由に途中で廃刊し、日刊の『ル・ソワール』本紙に移行して、1941年10月に完結することができた。この占領統治下で製作されたシリーズ4作品のうち2作目が本作である。
新聞連載時では、本作における主要な敵役はアメリカであった。エルジェは「ヨーロッパとアメリカの発展競争」が物語の中心テーマであったと述べている。
アメリカ人そのものは嫌いではなかったが、その大企業については強い嫌悪感を抱いていたエルジェは、過去作、特に『タンタン アメリカへ』において、反米的なテーマを展開していた。
本作の連載中であった1941年12月にアメリカは連合国側として参戦し、ドイツと直接戦うことになった。
登場する科学者はすべて枢軸国、中立国、占領国の出身者たちであり、これは掲載紙の反連合国の政治的背景を反映していたものと思われる。
エルジェの伝記を書いたハリー・トンプソンは、この当時に強い反連合国の意図があったとみなすべきではないと指摘している。この時点で連合国側であったヨーロッパの国はソ連とイギリスだけであり、タンタンらを助けるハドックの旧友チェスターはイギリス人であった。

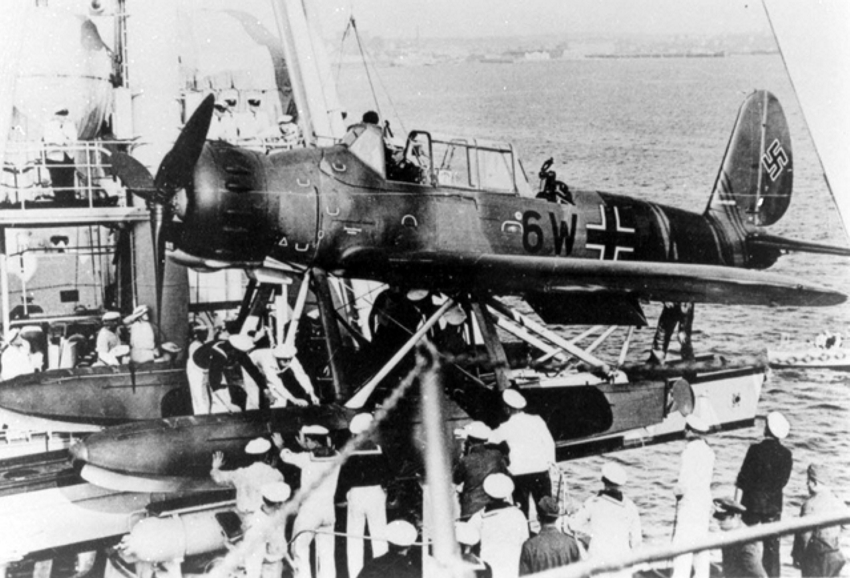
エルジェが本作に登場する水上飛行機のモデルに用いたアラド Ar 196の写真

他の作品でもそうであるように、エルジェはよりリアルな描写を求めて船舶に関する資料を可能な限り多く手に入れようとした。オーロラ号のデザインは南極観測船ウィリアム・スコレスビー号に基づき、ピアリー号もまたおそらく別の南極観測船ディスカバリー号に基づいていた。
探検隊が持ち込んだ水上飛行機はドイツのアラド Ar 196をベースにしていた。
もっとも、後にエルジェは、もしもオーロラ号が実在したなら航行不能になっていただろうと述べるなど、努力が足りなかったと自己批判している。
本作はジュール・ヴェルヌの1908年の小説『黄金の流星』（『流星の追跡』）とプロットが似ている。
このヴェルヌの作品は、本作と同様に新元素を含む隕石の欠片を見つけるために北大西洋を探検するというものである。また、探検隊を率いるのは風変わりな教授とユダヤ人の銀行家であり、また両作ともにイエナ大学出身のシュルツ博士という人物が登場する。ただエルジェ自身はヴェルヌの作品は1作しか読んだことはなく、意図して模倣したわけではないと述べている。この相似はエルジェの友人かつ助手であり、このジャンルに興味があったジャック・ヴァン・メルケベケを通して間接的に影響を受けた可能性がある。
探検隊に参加したスウェーデン人学者エリックは実在の人物であるオーギュスト・ピカールに似ており、ピカールは後にシリーズのレギュラーキャラクターとなったビーカー教授のモデルにもなっている。

### 反ユダヤ主義
ナチス支配下にあったル・ソワール紙は、ユダヤ人をベルギー国民に対する人種的な敵と描写するなど、様々な反ユダヤ主義的な記事を掲載し、彼らを公共の場からさらに追放することを求めていた。
エルジェの伝記を書いたPierre Assoulineは、ル・ソワール紙の社説に見られた反ユダヤ主義傾向と『ふしぎな流れ星』におけるユダヤ人描写には「顕著な相関関係がある」と指摘している。
ベルギーのユダヤ人らを集めてナチスの強制収容所に強制連行する法案が可決したのは、これら記事が掲載されてから数ヶ月後の話であった。
このように本作は、当時のベルギーの政治情勢の動向が反映されていた。
しかし、エルジェがこのような視点を創作物に取り入れたのは本作が初めてではなく、この直近ではRobert de Vroylandの寓話に、ステレオタイプな反ユダヤ主義的描写の多い挿絵を提供し、彼の著作に多く見られる人種差別が反映されていた。
同様に『タンタン アメリカへ』に登場するラスタポプロスも、反ユダヤ主義的なステレオタイプに基づいて描かれたと指摘されている。
ル・ソワール紙に掲載されたオリジナル版では典型的なユダヤ人ジョークもあった。世界滅亡のニュースを聞いた2人のユダヤ人が喜び合い、取引先に対する5万フランの借りを返さなくて済むと話し合うものであった。このシーンは全集版では、エルジェの判断によって削除された。

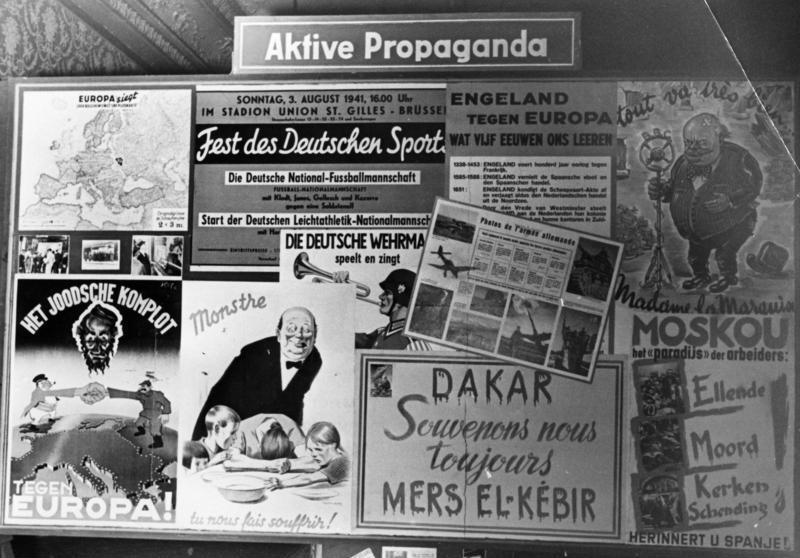
1941年にブリュッセルで開かれた、反ユダヤ・反イギリス展示会の展示物

本作の悪役であるボールウィンクル（連載当初の名前はブルーメンシュタイン（Blumenstein））は、大きな団子鼻を持ち、欲深く、人を操るビジネスマンといった反ユダヤ的なステレオタイプな造形であった。
ただ、この指摘については「当時の（ありきたりな）スタイルだった」と、エルジェはユダヤ人風刺の意図はなかったと否定している。
Matthew Screechは、フランス・ベルギーにおけるコミックの論評の中で、ボールウィンクルは反ユダヤというより反アメリカ的なステレオタイプだったと述べている。
同様にタンタンの研究者であるマイケル・ファーは、「（ボールウィンクルは）ユダヤ人というより資本家のパロディである」と指摘している。
他方でLofficierとLofficierは、反米主義と反ユダヤ主義が共存し、タンタンの「冷酷な敵」はアメリカと国際ユダヤ人であったと主張している。
また、フランスのホロコースト否定論者であるオリヴィエ・マチューなど、ナチスの擁護や修正主義者は、エルジェがナチスシンパの反ユダヤ人の根拠として本作を挙げている。
グラフィック・ノベルの研究者であるヒューゴ・フレイは、探検隊の競争は単純化された善と悪の戦いであり、ボールウィンクルのキャラクター像は『シオン賢者の議定書』などに見られる世界支配を企むユダヤ陰謀論の支持者が持つステレオタイプなものだったと説明している。彼は、ボールウィンクルの特徴である「大きな団子鼻、丸顔、禿げ上がった黒髪、小さな目」は、パリに拠点を持ち、当時のブリュッセルに大きな影響力を誇った反ユダヤ紙「La Libre Parole」に所属したエドゥアール・ドゥルモン記者などによって広められたものであり、1930年代から1940年代にかけて見られた反ユダヤ主義のイメージであったという。
また、ボールウィンクルが葉巻を吸う恰幅の良い男として描かれているのは、ユダヤ人は経済的に裕福であるという反ユダヤ的なステレオタイプを反映したものであり、最後に彼が自分の犯罪を追及されることを知らされる場面は、当時のナチス支配地域におけるユダヤ人の一斉検挙を想起させると指摘した。
フレイは当時、ブリュッセル自由大学でナチスに抵抗したり、命をかけてユダヤ人を匿ったベルギー人らがいたことに対して、エルジェが反ユダヤ主義者らに協力したことに言及している。
本作が完結した1942年5月21日から1週間も経たないうちに、占領政府はベルギー国内においてすべてのユダヤ人に黄色いバッチを身につけることを義務付けさせた。さらに7月にはゲシュタポがユダヤ人の地所に強制捜査を開始し、その後ユダヤ人らは強制収容所や絶滅収容所に連行され、約3万2千人のベルギー系ユダヤ人が殺害された。
後にエルジェは「黄色い星をつけたユダヤ人を見かけることはほぼなかったが、ようやく何人かを見たことがあった。彼らは私に何人かのユダヤ人がいなくなった、人々が彼らを迎えに来て追い払われたと言っていた。私はそれを信じたくはなかった」と回想している。

### 本紙連載と書籍出版
本作は1941年10月20日から1942年5月21日まで『ル・ソワール』紙上で日刊連載された（コミック・ストリップ）。当初からタイトルは『L'Étoile mystérieuse』（直訳：謎の星）であった。
先述のように、前作『金のはさみのカニ』は、当初『ル・ソワール』の子供向け付録誌で、週刊であった『ル・ソワール・ジュネス』誌上で週刊連載されていたが、同誌の廃刊に伴い、途中より『ル・ソワール』紙上に日刊連載で移行したという経緯があった。
本作は前作の最終回の翌日に連載が開始され、シリーズ中で初めて全話が日刊連載された作品であった。
以前の作品と同様に、完結後の1943年6月6日からはフランスのカトリック系紙『Cœurs Vaillants』でも連載が開始された。
もともとタンタンは日刊紙の子供向け付録誌にて週刊連載されていた。これは新聞紙面を再現した形式で、毎週木曜日に発刊されていた。前作『金のはさみのカニ』を連載していた『ジュネス』誌は、戦時下での紙不足により、掲載スペースを3分の1にすることを余儀なくされ、最終的に廃刊となってしまった。こうして『ル・ソワール』本紙にて毎日4コマの漫画として掲載されることになり、書籍版の刊行を担当するカステルマン社は、折丁が16ページのものを4つ使った62ページ形式（これに表紙と裏表紙がつく）となるよう要求した。このフォーマットでは従来よりページ数は減るものの、掲載するコマの大きさを小さくすることで、ストーリーの量は維持することができた。物語が進むにつれ、エルジェは新しいレイアウトに備えて、ノートに切り抜いた漫画を並べていた。
これまでシリーズの書籍版は、すべてモノクロの新聞掲載時のものを原則として複製しただけのものであったが、本作は62ページのフルカラー形式で出版され、これは（カラーリメイクを含んで）以降の作品の標準形式となった。
書籍版は1942年9月にカステルマン社より出版された。
これまでのシリーズ作品とは異なり、最初からカラー原稿であったために、全面的に描き直すといった作業はなかった。
ただ、日刊連載時の全177話では62ページを埋めることができなかったために、エルジェはいくつか大ゴマを追加して対応した（例えば3ページ目の、その半分を使った巨大望遠鏡の大ゴマなど）。
また、エルジェは表紙の「Étoile」の「o」の中に小さな金色の星を入れることを望んだが、これは印刷コストが高くなるとしてカステルマンより拒否された。
書籍版では20ページ目に、デュポンとデュボン、クックとプッケをカメオ出演させる追加を行っている。
また、本作に登場したチェスター船長は後の作品でも言及され、クロード・シロート教授は『ななつの水晶球』で再登場する。

### その後の出版歴
1954年、エルジェは再出版のために物語にさまざまな変更を加え始めた。
本作の敵役であるユダヤ人銀行家の描写が論争を招いていることを踏まえて、名前を連載当時のブルーメンシュタイン（Blumenstein）から、ブリュッセル方言で菓子屋を意味する「bollewinkel」を捩って、ボールウィンクル（Bohlwinkel）に改めたが、これが偶然にもユダヤ人名で実在することは後に知ったという。
また、反米描写を和らげるために、敵対者の所属国をアメリカから南米の架空国家「サン・リコ」に変え、ピアリー号の旗は星条旗から架空の国旗に変更された。
1959年にはエルジェは変更点をまとめたリストも作成しており、その中にはボールウィンクルの鼻を変更することも含まれていたが、これが行われることはなかった。
日本語版は、1968年に阪田寛夫訳として主婦の友社から出版されたものが最初である。タイトルは『ふしぎな大隕石』であり、シリーズ名は『ぼうけんタンタン』であった。シリーズ全24作を全訳した福音館書店版は1998年に川口恵子訳で出版された。福音館版は順番が原作と異なっており、本作がシリーズの第2作目であった（第1作目『黒い島のひみつ』と同日刊行）。本作のオーロラ号に乗船した端役の博士たちは、マルテ・ナンモセン博士（まるで何もせん）やイヤーネス・ドス・ケベードス博士（いやー、ドスケベー）、クロード・シロート教授（玄人・素人）など、日本語の捩りに変更されていた。

## 書評と分析
エルジェの伝記を書いたPierre Assoulineは、本作において、エルジェの正確性へのこだわりが失われていたと指摘した。例えば、本作での描写では隕石が地球に近づくにつれ熱波が発生し、海上に落ちた隕石は当初海面に浮いている。現実には隕石が近づいても熱波は発生せず、海上に落ちた隕石は沈む上に津波が発生する。また、狂気の概念が物語を通して繰り返し登場するなど、彼は「冒険全体が非現実的なものであった」と述べている。
同じく伝記を書いたブノワ・ペータースは、本作を「大きな力があり、見事な構成」であったと評している。また彼は「注目すべき点はエルジェが作品にファンタジーを取り入れたことだ」と指摘している。
Jean-Marc LofficierとRandy Lofficierは、5つ星中1つ星とし、本作に見られた反ユダヤ主義をシリーズにおける「悲しい瞬間」と評している。
それでも「黙示録的な雰囲気は荒々しく、真に迫っている」とし、隕石によって生じた巨大キノコは、1945年の原爆雲の「奇妙な予兆」にも感じられるとしている。
また、イッポリート・カリス教授と予言者フィリッポラスは、2人とも『ファラオの葉巻』に登場したフィレモン教授と共通点があるとし、前者は「ジュール・ヴェルヌの伝統に則った」風変わりな教授であると指摘している。
哲学者のPascal Brucknerによれば、タンタンの研究者は、フィリッポラスはヴィシー政権を樹立し、フランス国民にありもしない罪を贖うよう求めたフィリップ・ペタン元帥を風刺したものとみなしているという。
フィリップ・ゴダンは、本作は「新しい展開とユーモアに満ちた物語で、読者を毎日ハラハラさせた」と述べている。
ハリー・トンプソンは、本作を「エルジェの戦時中の作品の中で最も重要なもの」とし、それまでの作品とは異なる「奇妙なファンタジーの雰囲気」があったと評している。
また、イッポリート・カリス教授が後に登場するビーカー教授のプロトタイプであるとも指摘している。
マイケル・ファーは、本作における終末的な設定は当時の戦時下にあったヨーロッパの雰囲気を反映していると指摘している。
彼は冒頭の展開を「不吉な予感を与えるという点で（エルジェの）作品の中でも独特なものである」とし、「エルジェは、新聞漫画で用いられていた夢を表す定型表現をあえて避けることで、意図的に読者を混乱させた」と補足している。
また、「物語の展開が他の作品と比べて完成度が低い」とし、「急展開（spurts and rushes）の直後に、のろのろとした展開が続き、リズムとペースが狂っている」とも述べている。
文芸評論家のトム・マッカーシーは、本作をエルジェ作品における「右翼的傾向」の頂点を表していると考察している。
タンタンが神に扮してフィリッポラスに命令する場面は、シリーズ中でまま見られる「神聖な権威が声という形で現れ、その声が、（タンタンの）権力を認めるよう命令（あるいは権力を移譲）する」というものの1つであると強調している。
さらに彼は冒頭に登場する火の玉の中に写る巨大なクモのイメージもまた、シリーズ中で見られる再び現れる狂気というテーマを反映しているとみなしている。
また、エルジェのシリーズが持つ政治要素について、天文台の望遠鏡に大きく拡大されて写った蜘蛛が、原作では当初Aranea Fasciataと呼称されていたことについて、ファシズムがヨーロッパにもたらす脅威を意図的に風刺したのだろうと推測している。

## 翻案
1957年にブリュッセルのアニメーションスタジオ、ベルヴィジョン・スタジオによる『エルジェのタンタンの冒険』においてアニメ化された（日本語版は『チンチンの冒険』）。1話5分、全6話構成のモノクロ作品であり、原作からはかなり改変がなされていた。この脚本を担当したのは後の『タンタン・マガジン』の編集長を務めるミシェル・グレッグであった。
1991年から1992年に掛けて放映されたカナダのアニメーション製作会社のネルバナとフランスのEllipseによる『タンタンの冒険』（Les Aventures de Tintin）において映像化された。
このアニメ作品においてはボールウィンクルの名前が登場することは巧みに避けられ、彼が実際に警察によって逮捕されるシーンが描かれている。